# Cachoeira de Pajeú
Cachoeira de Pajeú là một đô thị thuộc bang Minas Gerais, Brasil. Đô thị này có diện tích 673,761 km², dân số năm 2007 là 9089 người, mật độ 12,4 người/km².